# E251号線
E251号線 (E251ごうせん、英: European route E251) はドイツにあり、ザスニッツ – シュトラールズント – ノイブランデンブルク – ベルリンを結ぶ、欧州自動車道路のBクラス幹線道路。
- ドイツ
  - ザスニッツ
  - シュトラールズント
  - ノイブランデンブルク
  - ベルリン